# Jesse D. Bright
Jesse D. Bright (Norwich, 1812. december 18. – Baltimore, 1875. május 20.) az Amerikai Egyesült Államok szenátora (Indiana, 1845–1862).